# Tephrina trilineata
Tephrina trilineata är en fjärilsart som beskrevs av Kruger 1939. Tephrina trilineata ingår i släktet Tephrina och familjen mätare. Inga underarter finns listade i Catalogue of Life.